# Wólka Pukarzowska (gromada)
Wólka Pukarzowska – dawna gromada, czyli najmniejsza jednostka podziału terytorialnego Polskiej Rzeczypospolitej Ludowej w latach 1954–1972.
Gromady, z gromadzkimi radami narodowymi (GRN) jako organami władzy najniższego stopnia na wsi, funkcjonowały od reformy reorganizującej administrację wiejską przeprowadzonej jesienią 1954 do momentu ich zniesienia z dniem 1 stycznia 1973, tym samym wypierając organizację gminną w latach 1954–1972.
Gromadę Wólka Pukarzowska z siedzibą GRN w Wólce Pukarzowskiej utworzono – jako jedną z 8759 gromad na obszarze Polski – w powiecie tomaszowskim w woj. lubelskim na mocy uchwały nr 16 WRN w Lublinie z dnia 5 października 1954. W skład jednostki weszły obszary dotychczasowych gromad Wólka Pukarzowska. Pukarzów wieś, Pukarzów kol., Hopkie wieś, Hopkie kol., Grodysławice wieś i Grodysławice kol. ze zniesionej gminy Rachanie w tymże powiecie. Dla gromady ustalono 24 członków gromadzkiej rady narodowej.
1 stycznia 1969 gromadę zniesiono, włączając jej obszar do gromad Rachanie (wsie Grodysławice i Kolonia Grodysławice) i Łaszczów (wsie Hopkie, Pukarzów, Wólka Pukarzowska, Kolonia Hopkie i Kolonia Pukarzów) w tymże powiecie.